# Jampal Namdol Chokye Gyaltsen
Bogdo Gegen (jebtsundamba khutughtu)
Bogdo Khan 10e jetsun dhampa khutughtu
Jampal Namdol Chokye Gyaltsen (tibétain : འཇམ་དཔལ་རྣམ་གྲོལ་ཆོས་ཀྱི་རྒྱལ་མཚན་, Wylie : ‘jam dpal rnam grol chos kyi rgyal mtshan, THL : Jampel Namdröl Chökyi Gyeltsen 6 janvier 1933, Lhassa, Tibet - 1er mars 2012, Oulan-Bator, Mongolie) est le 9e jebtsun damba khutughtu.

## Biographie

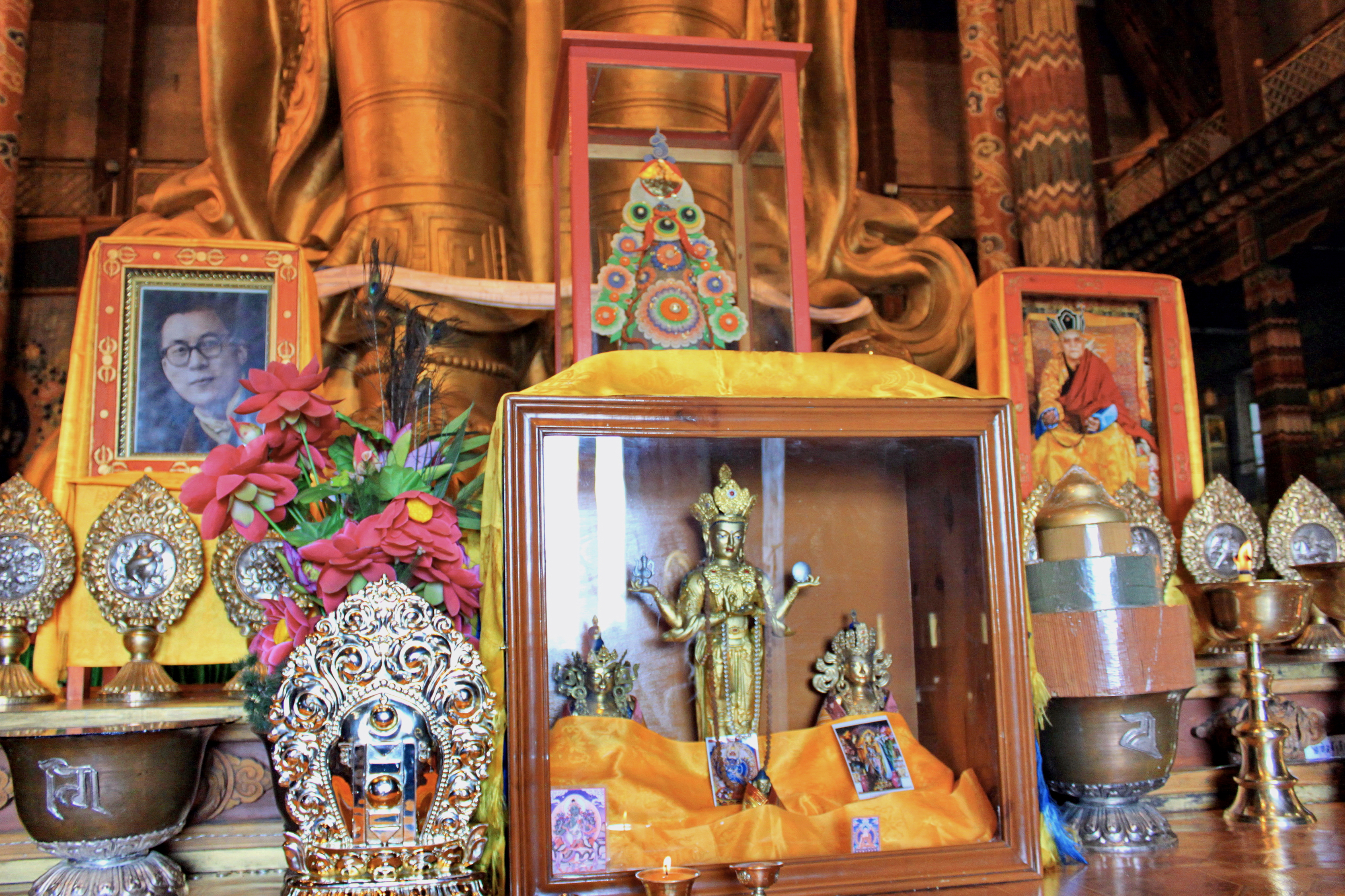
Autel du 9e jebtsun damba khutughtu - le chef spirituel de la lignée gelug chez les Mongols Khalkha. Monastère de Gandantegchinlin, Oulan-Bator, en Mongolie.

Né de Lobsang Jamphel et Yangchen Lhamo à Tromzikhang (en) au nord de Lhassa le 6 janvier 1933, il a été reconnu à l'âge de 4 ans par le régent du Tibet réting rinpoché comme 9e jebtsun damba. En 1959, il s'est enfui en Inde à Darjeeling et à Mysore. Il s'est ensuite installé avec sa famille au camp de réfugiés tibétains de Phendeling à Mainpat (en) dans le Madhya Pradesh. En 1991, après l'effondrement de l'URSS, le 14e dalaï-lama l'a reconnu officiellement comme 9e jebtsun damba khutughtu et chef du bouddhisme en Mongolie. En 1997, il a été intronisé représentant de la tradition jonang du bouddhisme tibétain,.
Après son décès le dalaï-lama a reconnu un garçon mongol, A. Altannar, né aux États-Unis, comme 10e jetsun dhampa khutughtu.